# Жозеп Аяла
Жозеп Манел Аяла Діаз (кат. Josep Manel Ayala Díaz; народився 8 квітня 1980; Сант-Жулія-де-Лорія) — андоррський футболіст, півзахисник. Наразі виступає за клуб ФК «Санта-Колома» в чемпіонаті Андорри та національну збірну Андорри. У складі збірної провів 49 матчів . Також на дорослому рівні виступав за команди «Андорра», «Люзенак» та «Бінефар».

## Нагороди та досягнення
- ФК «Санта-Колома»
  - Прімера Дівізіо (3): 2002-03, 2007-08, 2009-10
  - Копа Констітусіо (3): 2003, 2005, 2007
  - Суперкубок Андорри (3): 2003, 2006, 2007

- «Уніо Еспортива»
  - Копа Констітусіо (1): 2017
  - Суперкубок Андорри (1): 2016